# John Senior
John Senior (ur. 21 lutego 1923 w Nowym Jorku, zm. 8 kwietnia 1999 w Kansas) – amerykański pisarz katolicki, myśliciel, eseista, wykładowca literatury oraz języka łacińskiego. 

## Życie i twórczość
W młodości ateista o przekonaniach marksistowskich, później zwrócił się w stronę duchowości Dalekiego Wschodu. Jako wykładowca akademicki nawrócił się na katolicyzm pod wpływem lektury pism Tomasza z Akwinu podsuniętych mu przez hinduskiego mistrza duchowego, Anandę Coomaraswamy’ego. Pracował na Uniwersytecie Kansas, Uniwersytecie Cornella oraz Uniwersytecie Wyoming, pisząc stosunkowo mało i poświęcając się przeważnie działalności pedagogicznej. Uczył łaciny oraz historii literatury, komentując klasyczne dzieła kultury zachodniej.
W 1957 roku obronił rozprawę doktorską The Way Down and Out, która traktowała o wątkach ezoterycznych w XIX i XX wiecznym symbolizmie.
W 1960 roku przystąpił do Kościoła katolickiego. W 1970 roku współtworzył Program Zintegrowanej Humanistyki.
Znany w Polsce za sprawą zbioru esejów, Upadek i odbudowa kultury chrześcijańskiej (Dębogóra 2021), która stanowi przekład dwóch głównych prac Seniora, The Death of Christian Culture (San Francisco 1978) oraz The Restoration of Christian Culture (San Francisco 1983).
Zmarł na raka w 1999 roku w Kansas.

### Wydania oryginalne
- The Way Down and Out, Kansas 1957.
- The Death of Christian Culture, San Francisco 1978.
- The Restoration of Christian Culture, San Francisco 1983.

### Przekłady polskie
- Upadek i odbudowa kultury chrześcijańskiej, Dębogóra 2021.